# Eoseristalis
Eoseristalis  (лат.) — подрод журчалок рода Eristalis.

## Распространение
Птероплевра в задней части, гипоплевра и плевротергиты голые. Медиальная полоса лица уже или отсутствует.

## Систематика
В составе подрода:
- Eristalis alpina (Panzer, 1798)
- Eristalis anthophorina (Fallén, 1817)
- Eristalis arbustorum (Linnaeus, 1758)
- Eristalis cryptarum (Fabricius, 1794)
- Eristalis dimidiata (Wiedemann, 1830)
- Eristalis fratercula (Zetterstedt, 1838)
- Eristalis interrupta (Poda, 1761)
- Eristalis intricaria (Linnaeus, 1758)
- Eristalis jugorum Egger, 1858
- Eristalis lineata (Harris, 1776)
- Eristalis oestracea (Linnaeus, 1758)
- Eristalis pertinax (Scopoli, 1763)
- Eristalis picea (Fallén, 1817)
- Eristalis rupium Fabricius, 1805
- Eristalis similis (Fallén, 1817)